# Герб Кимрского района
Герб муниципального образования «Ки́мрский район» Тверской области Российской Федерации.
Герб утверждён Решением № 50 собрания депутатов Кимрского района Тверской области 1 августа 2005 года.
Герб внесён в Государственный геральдический регистр Российской Федерации под регистрационным номером 2196.

## Описание герба
«В лазоревом поле зелёная оконечность, обременённая тремя лазоревыми цветками льна, тонко окаймлёнными золотом и имеющими золотые середины, отделённая золотым поясом, обременённым лазоревыми спиралевидными волнами, закрученными слева направо и сопровождённая золотым солнцем с четырнадцатью полукруглыми спиралевидными лучами и с зерновидным орнаментом по краю диска».

## Обоснование символики
Солнце с 14 лучами символизирует районный центр и 14 поселений Кимрского района, объединённых воедино. Синие волны напоминают о реках, впадающих в Волгу, а цветы льна — об историческом большом значении льноводства в сельском хозяйстве района.